# Ибрагимов, Тамерлан Нуридович
Тамерла́н Нури́дович Ибраги́мов (1986 год) — российский боец смешанных единоборств, призёр чемпионата России по рукопашному бою, чемпион России и Европы по универсальному бою, мастер спорта России, инспектор штаба Управления внутренних дел по городу Грозному.

## Биография
Начал заниматься рукопашным боем в десять лет. Стал бронзовым призёром чемпионата России, выполнил норматив мастера спорта.
Впоследствии перешёл на универсальный бой. Выиграл чемпионат России. В 2013 году на проходившем в Черноморске чемпионате Европы по универсальному бою на пути в финал выиграл три схватки, последовательно одолев представителей Германии, Молдовы и Украины. В финале единогласным решением судей выиграл схватку у другого представителя России Рашида Абдурахманова.
Инспектор штаба Управления внутренних дел по городу Грозному. Его тренируют Муса Шихабов и Хамзат Исрапилов.